# Simon McBride
Simon McBride, né le 9 avril 1979, est un chanteur et guitariste nord-irlandais. Depuis l'automne 2022 il est le guitariste de Deep Purple comme successeur de Steve Morse, après l'avoir remplacé lors de concerts cette année. Il a également joué avec Snakecharmer, ainsi que dans son propre groupe avec lequel il a tourné et enregistré. Il enseigne également au BIMM à Dublin,.

## Carrière
Natif d'Irlande du Nord, McBride commence à jouer de la guitare à l'âge de neuf ans. « Je suis moi-même né dans une maison rock'n'roll et j'ai été influencé par la musique que mon père écoutait pendant que je grandissais à Belfast : il était et est toujours un fan de groupes de rock classiques comme Led Zeppelin, Deep Purple, Free etc., qui passent encore sur sa chaîne hi-fi... J'avais environ neuf ans quand j'ai mis en route cette dernière et, après m'être assis avec une méthode de musique, j'ai commencé à apprendre quelques accords » . 
À l'âge de 15 ans, Simon participe au concours du Jeune guitariste de l'année du magazine Guitarist, une prestation en public organisée cette année-là au Wembley Conference Center, qu'il remporte,.
Moins d'un an plus tard, quelques mois après son seizième anniversaire, McBride est recruté par le groupe de métal de Belfast Sweet Savage, qui s'est reformé en 1994 sans leur guitariste fondateur, Vivian Campbell (devenu membre de Dio, Def Leppard et Whitesnake) que McBride  remplace. Il tourne avec le groupe et enregistre deux albums, Killing Time 1996 et Rune 1998,.
Après avoir quitté Sweet Savage en 1998, il rejoint son compatriote irlandais Andrew Strong, qui s'est fait un nom dans le film culte de 1991 The Commitments et a poursuivi sa carrière de chanteur. Le jeu dans Strong était en parfait contraste avec celui de Sweet Savage, par le répertoire constitué principalement de soul, de R&B et de quelques chansons pop. Le changement de style musical est cependant une expérience d'apprentissage utile et plus proche des artistes rock et blues qui ont donné envie à McBride à jouer de la guitare. Il tourne six ans en tournée avec Strong avant de s'en aller poursuivre une carrière solo. 
En 2008, McBride sort son premier album, Rich Man Falling sur Nugene Records, un label boutique spécialisé dans les guitaristes et les artistes orientés blues. L'album contient des reprises de Be My Friend de Free et Power of Soul de Jimi Hendrix. 
À cette époque, il se produit en première partie de concert au Royaume-Uni et en Irlande pour Jeff Beck, Joe Bonamassa et le guitariste de slide américain Derek Trucks,,. À l'automne 2010, il fait une tournée au Royaume-Uni en ouverture de l'un de ses premiers guitare-héros Joe Satriani. En 2011, il joue dans de grands festivals, dont le Glastonbury Festival,  et d'autres rassemblements, dont en tant qu'invité spécial au Don Airey 's Soul & Blues Festival en 2011 et 2013. 
Lors d'une tournée au Royaume-Uni en 2011, chaque concert est enregistré. Cela abouti au troisième CD de McBride, Nine Lives (Nugene Records), ainsi appelé parce qu'il y a neuf titres en concert. L'album contient également quatre titres acoustiques solo dont l'un est une interprétation de la chanson de l'album éponyme de 2008 Rich Man Falling. 
En 2012, il sort Crossing The Line (Nugene Records), un album composé principalement d'œuvres originales mais aussi avec la chanson Go Down Gamblin de Blood, Sweat & Tears.  L'album est enregistré à Belfast, en Irlande du Nord, et dans le Maryland, aux États-Unis, et mixé à New York par le producteur/ingénieur vétéran Peter Denenberg. Cet album entre dans plusieurs palmarès annuels « best of » dont celui du magazine Classic Rock.
En 2016, McBride rejoint le groupe de rock classique Snakecharmer, formé d'anciens membres de Whitesnake, en remplacement de Micky Moody, et participe à l'enregistrement de son nouvel album Second Skin qui sort en mai 2017. Il part ensuite en tournée avec le groupe,.
En 2022, McBride est annoncé comme remplaçant temporaire de Steve Morse dans Deep Purple, absent pour s'occuper de sa femme malade du cancer.  Avant de rejoindre le groupe, il avait travaillé avec son claviériste, Don Airey, lors de ses tournées en solo en tant que membre de The Don Airey Band ou Don Airey & Friends. Le 23 juillet 2022, il est annoncé que Steve Morse a définitivement quitté le groupe en déclarant: « Je remets maintenant les clés du coffre-fort qui détient le secret de la façon dont l'intro de Smoke on the Water de Ritchie (Blackmore ) a été enregistrée », et que McBride a « cloué » en jouant en tournée. 
McBride est officiellement annoncé par Deep Purple comme remplaçant permanent de Morse le 16 septembre 2022. Il devient ainsi le quatrième guitariste permanent du groupe en 54 ans d'histoire, après Ritchie Blackmore, Tommy Bolin et Steve Morse. 
Comme son prédécesseur, en tant que membre de Deep Purple, il mène également une carrière solo en parallèle, tenant à la fois la guitare et le chant.

## Approbations et enseignement
Adolescent, le guitariste attire l'attention du plus grand constructeur de guitares indépendant au monde, Paul Reed Smith, et à ce jour, McBride est un artiste soutenu par PRS Guitars, un rôle qui l'a amené à des événements musicaux à travers l'Europe et à The PRS Experience, un événement organisé chaque année à l'usine PRS Guitars dans le Maryland, aux États-Unis, où McBride a joué aux côtés de noms tels que Santana et Buddy Guy. Il utilise également les amplificateurs Victory et Rotosound Strings.
Il est tuteur invité à l'école de Dublin du BIMM (Brighton Institute of Modern Music) et a également été tuteur invité à l'école d'été de l'International Guitar Foundation et au BIMM de Bristol.

## Discographie sélectives

### Deep Purple
- 2024 : =1

### Albums solos
| An   | Titre                                                   | Label                                  | Notes   |
| ---- | ------------------------------------------------------- | -------------------------------------- | ------- |
| 2008 | Rich Man Falling                                        | Nugene Records                         | Studio  |
| 2010 | Since Then                                              | Nugene Records                         | Studio  |
| 2012 | Nine Lives                                              | Nugene Records                         | Concert |
| 2013 | No Room To Breathe                                      | Nugene Records                         | Single  |
| 2016 | Official Live Bootleg – The Borderline, London 22.05.16 | Rotosound, PRS Paul Reed Smith Guitars | Concert |
| 2017 | Official Live Bootleg 02 (Live In Bonn-16-12.2017)      | Aucun                                  | Concert |
| 2019 | Show Me How To Love                                     | Ear Music                              | Solo    |
| 2020 | Trouble                                                 | Ear Music                              | Solo    |
| 2022 | The Fighter                                             | Ear Music                              | Studio  |

### En tant que membre de groupe ou musicien de session
| An   | Groupe/artiste                                   | Titre                                        | Remarques           |
| ---- | ------------------------------------------------ | -------------------------------------------- | ------------------- |
| 1996 | Sweet Savage                                     | Killing Time                                 | Membre d'un groupe  |
| 2012 | Clive Culbertson                                 | Still Here Still Smiling                     | Musicien de session |
| 2016 | Don Airey & Friends                              | Live In Prague                               | Membre d'un groupe  |
| 2017 | Snakecharmer                                     | Second Skin                                  | Membre d'un groupe  |
| 2017 | The Irish Rovers                                 | The Unicorn, the Continuing Story            | Musicien de session |
| 2019 | Ian Gillan With The Don Airey Band And Orchestra | Contractual Obligation #2: Live In In Warsaw | Membre d'un groupe  |
| 2021 | Don Airey & Friends                              | Live In Hamburg                              | Membre d'un groupe  |
| 2021 | Darby T0dd                                       | The Real1ty 0f Zer0s And 0nes                | Musicien de session |